# 嘉風雅継
嘉風 雅継（よしかぜ まさつぐ、1982年3月19日 - ）は、大分県佐伯市出身で尾車部屋に所属した元大相撲力士。大分県立中津工業高等学校から日本体育大学体育学部武道学科卒業。本名は大西 雅継（おおにし まさつぐ）、愛称は本名の「マサツグ」。身長177cm、体重148kg、血液型はB型。現在は年寄・中村。星座は魚座、干支は戌年。好物は名古屋のうな丼。趣味はイカ釣り、睡眠、パソコン、ボウリング、相撲の話。得意技は突き・押し。尊敬する力士は千代大海。最高位は東関脇（2016年3月場所）。FacebookとTwitter、Instagramを利用している。また、2015年11月4日付けでブログを始めた。

## 来歴

### アマチュア時代
小学4年のとき、巡業に訪れていた若花田（後の横綱・若乃花）の胸を借りたことをきっかけに、市の少年相撲クラブに入って本格的な稽古を始めた。
中学時代には自己紹介で「将来は力士になる」と宣言していたが、高校に入学すると楽しんで行うようなクラブで相撲を取っていたのとは違う厳しい稽古に音を上げて一旦大相撲の道を断念した。冬はオフである通常の相撲部と異なり冬にも猛稽古する相撲部に「なんでだよ」と愚痴を漏らしていた。だが、ある時トイレに行った際に雪が降った外の景色を見て「自分の選んだことであって、先生の顔色を窺って稽古を行うのは違う」と目が覚めて真面目に稽古を行うことにした。
日体大に入学した当初、大学卒業後は教員になって相撲は趣味として続けるつもりであった。日体大3年時に天覧試合となった第51回全日本相撲選手権大会において内田、下田らを破り優勝、アマチュア横綱のタイトルを獲得し、幕下15枚目格付出しの資格を得た。アマチュア横綱になってからはアマチュア横綱に相応しい相撲を意識したため一時期自分の相撲が取れなくなった。

### 大相撲入門・入門後
学業と学生相撲を優先し卒業を待っての入門を希望したため、卒業が決まった後に尾車部屋に入門し、2004年（平成16年）1月場所に初土俵を踏んだ。幕下付出資格の有効期限はタイトル獲得後1年間であるため付け出しの資格を失い、タイトルホルダーとして初めて前相撲からの初土俵となった。もし力士にならなければ大分に帰郷して教師になっていたと、御嶽海と正代とで行った2018年の鼎談で語っている。大相撲に進んだ理由として「アマチュア横綱になってから自分を見失ってしまい、このままでは相撲が嫌いになりそうであった」と後に2018年の記事で明かしている。
新弟子時代にちゃんこ番を行っていた時、冷たいひき肉を混ぜるのが苦痛であったと後に語っている。小柄であったため周囲は角界入りに反対することがあったが、角界入り後1年で相撲に対するもやもやが無くなったという。
それでも順調に番付を上げて行き、2004年（平成16年）3月場所には序ノ口優勝、同年9月場所には三段目優勝し、2005年（平成17年）7月場所に十両昇進をはたす。大分県からの新十両は、2003年3月場所の垣添以来。十両は3場所で通過（その3場所全て勝ち越し）し、2006年（平成18年）1月場所に当時史上2位タイ（現在は7位タイ）のスピード出世で新入幕を果たした。大分県からの新入幕は、2003年9月場所の垣添以来。
しかし、その場所は初日からの4連敗もあり、5勝10敗と大きく負け越し、幕内との実力差を痛感させられた場所となった。翌3月場所は十両陥落が確実視されたが、東十両8枚目で11勝を挙げ新入幕が有力視された琉鵬や東前頭13枚目で4勝10敗1休で西十両4枚目まで番付を8枚半も落とされた栃栄らをよそに番付下降を3枚にとどめ幕尻の西16枚目に残留、その場所は8勝7敗と幕内初の勝ち越しを決めた。翌5月場所も9勝6敗と勝ち越したが、それ以後は幕内と十両の往復が続いた。2007年7月場所以降は幕内に定着し、9月場所では幕内では自身初の2桁勝利となる10勝を挙げたが、翌11月場所は4勝11敗と大敗を喫し、その後も1年以上は幕内下位に停滞していた。
突如開眼したのが2008年11月場所で、この場所は寄りでも押しでも前に出る攻めに力があって、千秋楽まで3敗で優勝争いに絡んだ。琴奨菊には力及ばず敗れはしたものの11勝4敗で初の敢闘賞を受賞した。その好成績で翌場所は自己最高位を大幅に更新する西前頭2枚目になり、その場所は6勝9敗と負け越したが、初日に新大関・日馬富士に勝利したり、結果的に敗れたものの横綱・朝青龍を土俵際まで追いつめたりするなど、初の上位で大健闘ともいえる活躍を見せた。また、相撲界においてはスマートな方で、軽量かつ均整が取れており、性格もはにかみで気品がありかわいらしい顔立ちから、女性ファンを徐々に増やしていった。
2010年に起きた大相撲野球賭博問題では野球賭博に関わったとされ、特別調査委員会から名古屋場所での謹慎休場を勧告されたが、相撲協会は処分の再考を委員会に求め、その結果、賭け金が少額だったとされ、最終的に謹慎処分はされずに7月場所への出場は許可された。しかし、その7月場所では5勝10敗と大きく負け越してしまった。
2010年9月場所は初日から7連勝と好調で終盤まで優勝争いに絡み、11勝4敗で2度目の敢闘賞を受賞した。翌11月場所は東前頭5枚目で8勝7敗と幕内上位で初めて勝ち越した。
2013年9月場所は2010年9月場所以来となる初日から5連勝を記録したが、右手有鉤骨鉤骨折により11日目から休場した。翌11月場所は休場明けで序盤は苦しむも、地元の応援を背に千秋楽の取り直しの一番を制して8勝7敗と勝ち越した。
2013年12月16日、同年2月に停年を迎えた元関脇・富士櫻（中澤榮男）が所有していた年寄株・中村を取得した。これまで高砂一門の所属であった「中村」は二所ノ関一門に移った形となる。
2014年1月場所は10勝5敗と2010年9月場所以来となる幕内2桁勝利の好成績を上げた。翌3月場所は東前頭4枚目まで上がり、大関・稀勢の里を撃破するなど健闘し、10勝5敗と2場所連続の2桁白星を挙げ、3度目の敢闘賞も受賞。この活躍で、5月場所は新三役（東小結）に昇進した。新入幕から所要49場所での新三役は、史上4位のスロー昇進であり、32歳1ヶ月で新三役は、昭和以降8位の高年齢昇進となった。大分県からの新三役は、2004年3月場所の垣添以来。その場所は、6勝9敗と負け越したが、横綱・日馬富士を破った。西前頭2枚目まで下がった翌7月場所も7勝8敗と負け越したが、横綱・日馬富士を2場所連続で破り、初金星を史上最年長の32歳3か月27日で達成。翌9月場所も7勝8敗と負け越したが、2横綱（日馬富士・鶴竜）2大関（豪栄道・琴奨菊）を破った。日馬富士戦では、相手の反則負けによる勝利だったが、鶴竜戦で通算2個目の金星を獲得。西前頭4枚目で迎えた翌11月場所は、3日目の取組で負傷。4日目、日本相撲協会に「左大腿四頭筋不全断裂で約1か月の治療を要する」との診断書を提出して休場。7日目まで休場していたが、8日目から再出場。
東前頭8枚目で迎えた2015年7月場所は、6年間負け越しが続いている験が悪い場所だったが、11日目に7年振りとなる勝ち越しを決める。更に12日目の千代大龍休場による不戦勝を得た幸運も手伝って13日目まで優勝争いに残り、千秋楽も2横綱2大関を破った関脇・栃煌山を出足で圧勝。過去2度あった11勝を上回る12勝3敗（横綱・鶴竜と並ぶ優勝次点）の好成績を挙げ、4度目の敢闘賞を受賞した。三役復帰を目指す西前頭筆頭に番付を上げた9月場所は、2日目白鵬を、3日目には鶴竜の両横綱を破り、2014年7月場所の前頭3枚目・大砂嵐（5日目鶴竜、6日目日馬富士）以来、戦後17人目2日連続の金星を挙げた。ちなみに白鵬、日馬富士、鶴竜と現役3横綱全員から金星獲得を果たしたのは嘉風が初めてである。また5日目琴奨菊、6日目には豪栄道の両大関も破り、2014年9月場所（反則勝ち含む）に続いて、平幕で史上初の2度目の2横綱2大関撃破を果たした。この場所は、終盤の5連勝もあって最終的に11勝4敗と3場所連続で二桁勝利を挙げる活躍を見せ、殊勲賞と技能賞をW受賞した。小結に復帰した11月場所は8勝7敗と二桁勝利には届かなかったものの2場所連続2度目の技能賞を獲得した。
翌2016年1月場所は新関脇に昇進（西関脇）。大分県からの新関脇は1957年1月場所の玉乃海、1998年7月場所の千代大海以来戦後3人目。新入幕から59場所掛かっての新関脇は兄弟子の豪風（68場所）に次ぐ史上2位のスロー記録であり、33歳9カ月は戦後6位の高齢昇進となった。この昇進を受けた会見で、師匠の尾車は「私は早く現役を辞めたが、弟子はじっくり育った。両方味わえて幸せ」と満足そうに語っていた。この場所は、横綱から星は挙げられなかったが2大関（豪栄道・稀勢の里）を破り、千秋楽に対戦成績5勝12敗と分の悪い栃ノ心を寄り切って勝ち越しを決めた。3月場所は東関脇として臨んだが、大関以上から2勝を挙げたものの平幕力士相手に星を取りこぼすことが多く、4勝11敗に留まった。7月場所では5日目の逸ノ城戦で右目のまぶた付近を裂傷し、報道上で「独眼竜」と呼ばれるような状態になったが、横綱・日馬富士から金星を挙げ、殊勲賞も獲得した。

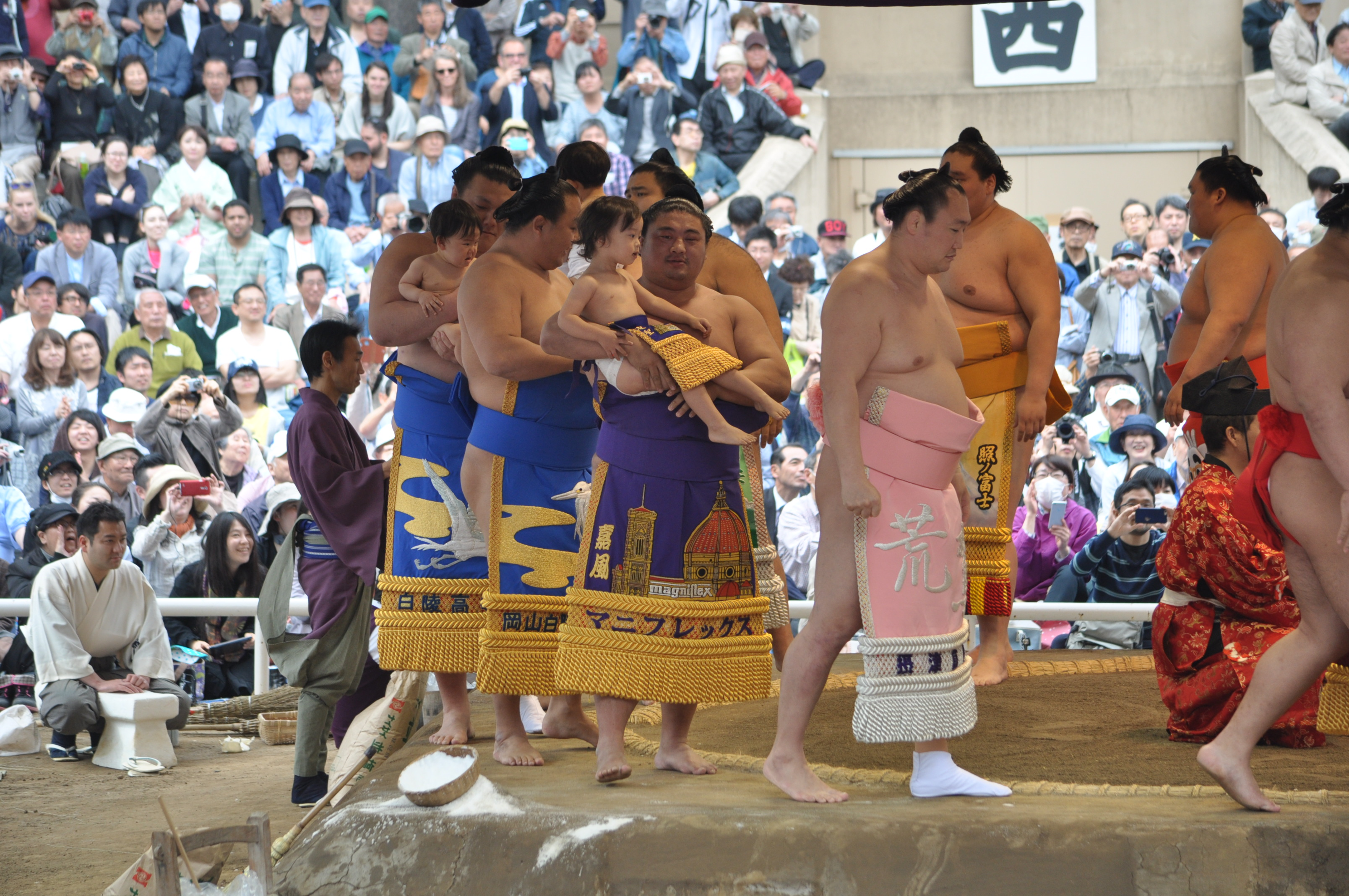
靖国神社奉納大相撲 土俵入りする嘉風関（2017年4月17日撮影）

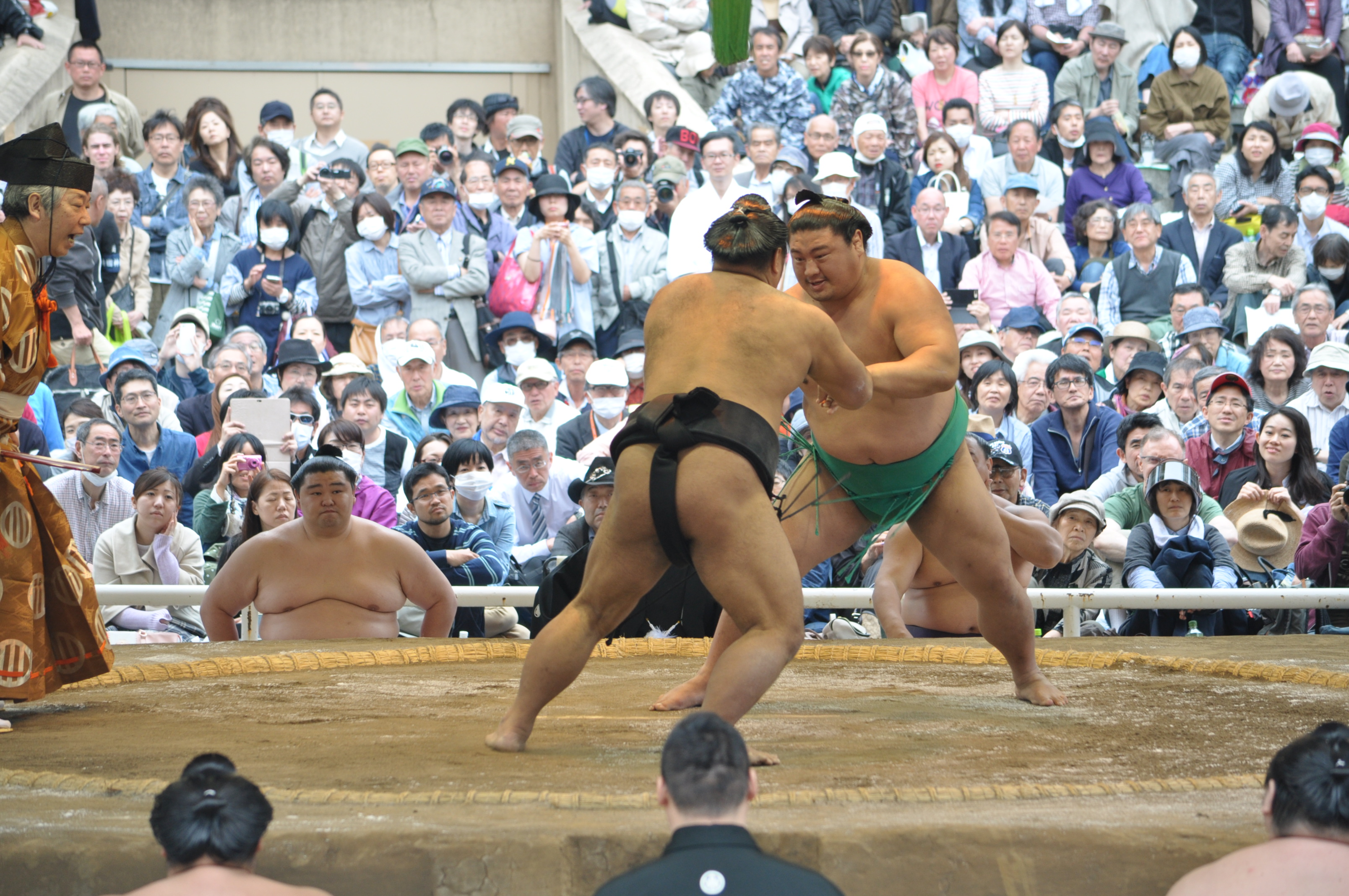
靖国神社奉納大相撲 嘉風関の相手は松鳳山関（2017年4月17日撮影）

2017年3月場所は10日目に鶴竜と対戦。まず、激しく突き起こし、左を差して懐へ飛び込んだ。鶴竜には引き技があることを頭に置きながらも攻め手を緩めず、土俵際で懸命に回り込む横綱を逃さず、頭も付けてしっかりと密着。そのまま寄り切って金星を獲得。勝負の後のインタビューで嘉風は「ここ数場所ははたかれて負けていた。止まったらあのはたきを食う」「一呼吸も置かなかったのが良かった」とコメント。土俵下の藤島審判長（元大関・武双山）も「元気いっぱいの相撲。20代前半の動きだ」とたたえた。この3月場所は3日目からゾーンに入っており場所の記憶がなかったという。4月8日の春巡業藤沢場所では藤沢場所名物の幕内力士トーナメントで優勝を果たすなど好調を示した。本人はこれに関して「トーナメント形式の取組では日体大時代にアマチュア選手権で優勝した時以来かな」と笑顔を見せた。5月場所は1年以上ぶりとなる三役に復帰。初日に稀勢の里を破って懸賞金54本を獲得。その取組後「この相撲で納得できないと言えば、横綱に失礼。150点です。懸賞54本? 今日は母の日なのでカーネーションを500本買って帰ります（笑）」とコメント。14日目に勝ち越しを決め、場所成績は8勝7敗であったが技能賞を獲得。本人は「2横綱1大関に勝っていたから殊勲賞かと思っていたが、うれしい。また上で取れるので来場所が楽しみ」とコメント。7月場所は東小結で迎え、初日にいきなり日馬富士を破ると2日目には豪栄道を撃破。4日目の鶴竜は不戦勝として、開幕からの連勝を4とした。しかし5日目に白鵬に敗れるとここから4連敗。しかし9日目に高安を破り、これを含めて5連勝とし、一気に勝ち越しを決めた。千秋楽では勝てば2場所連続となる技能賞の受賞がかかっていたが、優勝争いの一角である碧山に敗れてそれはならなかった。それでも不戦勝を含め2横綱2大関を破る活躍で9勝を挙げた。35歳以上で三役に上がり、2場所連続で勝ち越したのは、1959年1月場所の玉乃海以来戦後2人目。2017年9月場所は初日から不調で4連敗。しかしその後復調し8連勝で勝ち越しに成功した。14日目に6敗目を喫するまで優勝争いに加わっていたが、終わってみれば8連勝以外はすべて黒星で8勝7敗。星取も典型的なツラ相撲であった。この場所で35歳以上で三役に上がり、3場所連続で勝ち越したという史上初の記録を達成し、同時に4度目の技能賞を獲得。関脇で4連敗スタートから勝ち越したのは戦後の15日制下で5人目。過去の4人はその後大関に昇進している。11月場所前、二子山（元大関・雅山）は「上位陣が大量に休場しているのに8番で受賞は甘い」と論評しており、二子山は「個人的には嘉風と同じファイト相撲の千代の国も9勝しましたし、見ていて面白い相撲を取りますので、受賞して良かったような気がします」と意見を述べている。
2018年1月場所は東前頭2枚目の地位で土俵に上がり、先場所に続いて白鵬に土を付けた。これに関して記者から「白鵬キラー襲名ですか」とコメントされた。しかしそれ以外は良い所が無く、4勝11敗と上位の壁に阻まれた。因みに白鵬に対して関脇以下の力士が連勝したのは、安馬（後の日馬富士）、稀勢の里、鶴竜、豪栄道、琴奨菊に続き史上6例目。翌3月場所はこの2年半でもっとも番付が低い西前頭7枚目まで番付を下げたが、序盤から星が上がらず。連敗中の9日目には千代の国を破って連敗を4で止めると同時に、通算600勝を自身の誕生日に決めたが、そこから持ち直せず11日目に負け越しが決定。しかしそこから4連勝として負け越し1つに留めた。9月場所はこの場所の関脇以下では最高成績となる11勝を挙げ、推薦自体は無条件でされたが、選考委員の過半数を得られず、受賞はならなかった。この場所は大相撲史上初の三賞すべて該当者なしの珍事であり、当の嘉風は「前頭15枚目に番付を下げ、これくらい勝って当然という評価。逆にありがたい」と前向きに受け取った。

### 事故による現役引退・引退後
2019年6月、故郷の大分県佐伯市での合宿中、同市のPR企画に参加した際に渓流で右膝を痛めて緊急手術を受ける。東前頭11枚目で迎えた直後の7月場所は全休となり、9月場所では西十両7枚目となり12年ぶりの十両陥落となった。9月場所でも初日に「右膝前十字靱帯損傷、右腓骨神経麻痺」などの診断名で「現在リハビリ中であるが、今後の追加治療や治療期間に関しては現時点では未定」として休場届を提出。このまま出場がなく全休で終わった場合には11月場所では幕下に転落することが確実な情勢となり、進退が取り沙汰されていた。キャニオリングで右膝に再起不能の怪我を負った嘉風本人は9月場所4日目（9月11日）に師匠の尾車に電話で「現役を引退したい」と伝え、これを受けて5日目の9月12日に日本相撲協会に引退届が提出され、同日の理事会において嘉風の年寄「中村」襲名が承認された。師匠の尾車は嘉風が「土俵で散りたかった。親方の前で引退を報告したかった」と無念の思いを吐露していたことを明らかにしている。2020年10月、責任は市にあるとして5億円弱の賠償を求めて提訴、11月に初公判が開かれた。
2020年10月3日に自身の引退相撲が予定されたが、同年3月27日に2019新型コロナウイルス感染拡大を受けて延期を検討する意向を公表した。
同年9月1日、アスリートのセカンドキャリアを支援するために発足した一般社団法人APOLLO PROJECT設立の記者会見にリモートで参加した。同団体が2021年1月から展開する「アスリート向け教育事業（A-MAP）」に1期生として参加し、人材育成講義を受講する予定であるという。
2度目の引退相撲の延期の後、2022年2月5日に開催する予定が示された。11月場所10日目、引退相撲での取り組み相手について非公表としつつも「オファーしている相手がOKしてくれたら。交渉成立しなかったら息子と相撲を取ろうと思っています」と語った。交渉した相手は元稀勢の里の二所ノ関親方で、「その体でけがをしたらどうするんだ」と言われて断られ、息子との最後の一番も悩んだ末に断念することを自身のInstagramで表明した（最終的に誰が取り組み相手になったかについては不明）。
2月5日、両国国技館で引退相撲が開催された。断髪式にはケツメイシの大蔵ら約250人が参加。14代武隈、13代二所ノ関、22代押尾川、はさみを入れ、師匠の尾車が止めばさみを入れた。断髪後に「自分から打ち勝っていける自発的に頑張る力士を育てたい。みなさんがワクワクする力士を育てることが恩返しだと思います」と第2の人生への意気込みを語った。
2月7日、それまで部屋付きとして所属していた尾車部屋が閉鎖されたことに伴い、力士8人、呼出1人と共に同じ一門の二所ノ関部屋へ移籍した。
5月30日、日本相撲協会は理事会において、6月1日付けで、中村親方の二所ノ関部屋からの独立と中村部屋の新設を承認した。

## 取り口
力士として体格は決して大きくはなかったが、小柄ゆえのスピードを活かした突き押しや、もろ差しを決めて中に潜る相撲を持ち味としていた。若い頃は出足が鋭く勝ち味が早かったが、ベテランの域に入ると出足が若干衰え引き技を交えるようになった。とはいえ総合的な動きは年齢を感じさせないものであり、2014年3月場所前の座談会では、大至伸行が「僕らの時代の琴錦関のようなタイプかな、突っ張ってスパッと相手の懐に入る相撲を取りますね」と評している。2016年11月場所前の座談会では中立から「周りが大きいから嘉風のスピードについていくのが大変なんだろうけど、中に入り方も一連の流れを持っているよね。普通、左を差したいときは右から張っていくんだけど、彼は左で張って潜って左を差すからね」とその異能ぶりを語られた。
上下の動きやフェイントを駆使した突き押しでも知られ、突っ張りながら出方を窺う技量もあるが、2017年3月場所前の琴錦の論評では千代の国とまとめて「ただ動き回るという印象の相撲です」と言われ、同時に「嘉風も激しい相撲を取るので観客は沸きますが、いつも顔にケガをしています。相撲のうまい人はまず顔にケガをしないものです」と厳しい評価を下されている。
年齢を重ねてもあまり前に落ちにくい力士である。組むこともあるが左差し右おっつけが嘉風十分であり、2017年5月場所場所ではその技術が評価されて技能賞を獲得している。
ある時知人の結婚式で、1993年・1995年の2度アマチュア横綱になった禧久昭広（鹿児島商高教員）に助言を受けたことを切っ掛けに下手投げ中心の相撲から吊り寄り中心に取り口を改造し、デッドリフトでそれに必要な筋肉を鍛えるようになった。ベテランの域に入ってから力を付けて行ったことに関して本人は「例えばボディビルのチャンピオンは、40歳前後の人が多い。それに比べたら、まだまだ若いじゃないですか」と表現している。
2018年の記事では稽古場では弱く、そもそも稽古をしないと冗談めかしながら話している。同年の別の記事では「365日のうち10日間」と1年の内に稽古している日を答えており、自分の稽古よりも指導をすることの方が多いという。
30歳を超えても激しい筋力トレーニングをこなす一面があった。ベンチプレスのセットは80kg×8回→120kg×4回→150kg×2回→170kg×5回、以上を3セット、デッドリフトのセットは120kg×6回→180kg×4回→200kg×2回→220kg×4回、を2セットであった。筋力トレーニングのメニューは本人曰く「本当は誰にも教えたくない」ものであるそうであり、引退後にメニューの詳細が初めて公にされた。引退後、本人は「30歳を過ぎてから、33、34、35歳の時は若い時のように毎日相撲を取る稽古は行わずにトレーニングばっかりやっていた。トレーニングをやっていれば体は動くと勝手に仮説を立てていた」と後悔を口にした一方で「たくさん稽古をして成績を残すということに疑問を抱いていた。晩年は若い衆と同じ稽古量はできないなと思っていた。実際に自分が若い時の100分の1ぐらいの量だったけど質は高めました」と現役時代の経験や考え方を明かした。

## エピソード

### 現役中
- 2009年、若麒麟逮捕問題の際には「事件に関係ない部屋の衆に嫌な思いをさせて申し訳ない」と部屋の閉鎖を考えていた尾車に対し「親方が辞めるのなら自分も辞めます」「親方がいるから尾車部屋に入ったんです」と発言して翻意させ、大揺れだった部屋をまとめ上げたという[62]。
- 2010年9月場所、ゲン担ぎとして初日から場所初黒星の中日まで頭を洗わなかった。この場所は9月としては異例の猛暑であったため、連勝が進むと嘉風は勝って引き揚げてくるたびに「痒い」「臭い」を連発[63]。
- 2011年11月に生後2ヶ月であった次女が乳幼児突然死症候群（SIDS）で死去。
- 2012年4月、頸椎損傷による全身不随で入院中であった尾車を自身が中心になって作成したスライド写真で励ました。このスライド写真は尾車の誕生日である4月26日に合わせて作成したものであった[62]。
- 新入幕から丸7年以上のらりくらりと相撲を取っていたが、2013年11月場所中日の旭日松戦で、故郷からバスで大勢の人たちが現地観戦にやって来たこの日だけは勝ちたいと思っていた中で完敗し、この後悔から人が変わったように土俵に全力を尽くす力士となった[39]。
- 2015年、報知プロスポーツ大賞を受賞[64]。
- 2016年6月28日、尾車部屋に愛知県産米「あいちのかおり」200㎏がJAあいち尾東から贈呈された際に、思いを受け取った嘉風は「コンディションを整える助けとなる良質な炭水化物を頂きました。部屋全体が（お米の差し入れで）活気づくような気がします」と地元の配慮に感謝した[65]。
- 2016年7月場所中、ハスの花を持った天女の描かれた着物で場所入りした[66]。
- 高校時代を中津市で過ごしたこともあって、大相撲巡業中津場所は準御当地。2016年12月5日の冬巡業中津場所では地元ファンから大声援を受け、朝は大関稀勢の里と申し合い稽古をこなし、午後の取組では人気力士の遠藤をうっちゃりで下すなど精力的に活動した。「第２の地元で知ってる人もたくさん来てくれた。地元の人に見てもらって良かった。来年も常に納得いく相撲を取っていきたい」と、35歳になる2017年へ誓いの言葉を口にした[67]。
- 2016年の関脇以下の力士の中で最も懸賞金を逃した力士であり、その本数は413本にも上る。これは懸賞金が多く設定される上位力士や人気力士に対して勝負弱いとも、それだけ上位力士と対戦する番付を維持していたとも取れる[68]。
- 2017年のインタビューで自らのトレーニングについて、次のように語っている。ある時嘉風は妻から「対戦した時には勝っている力士が三役に昇進しているのに、なぜあなたは三役になれないの?」と言われ、それまで幕内に在位してそれなりの生活ができればよいという考えであったが、妻を喜ばせたい、自分自身を変えたいという気持ちから嘉風は三役を狙うようになった。パーソナルトレーナーの野村昇平と契約し、部屋での稽古後にジムへ通う日々が始まった。トレーニングを積んだことによって20代後半の頃の本人いわく「ダサい」体が変わっていき、筋肉に張りが生まれた。朝やトレーニング後、就寝前のプロテインも導入。プロテインに関しては「この世界には『プロテインなんか必要ない。体は味噌汁で大きくするもんだ』という人もいます。その考え方や伝統を否定する気はありません。味噌汁で体を大きくして、しっかりと結果を残した力士もたくさんいるはずですから。でも、僕は150㎏の脂肪よりも、120㎏の筋肉の方が強いと考える。だから、若い衆にもプロテインを勧めています」と話した。ほか、寝具を良質な物に替え、これによって朝目覚めた時の腰や首の痛みがなくなり、睡眠が深くなったことにより2時間から3時間の昼寝でも疲労が取れるようになったという[59]。
- 2017年4月8日の春巡業藤沢場所では藤沢場所名物の幕内力士トーナメントで優勝したが、この時の賞金の使い道については、最後まで土俵入りで大泣きしていた2016年とは違って最初からやる気になっていた長男と「ご褒美に何か買ってあげるね」と約束していたこともあって「おもちゃを買ってあげます」と改めて約束[69]。
- クレイデコレーション協会から装飾化粧廻しが贈られ、2017年7月2日に名古屋市区中区で贈呈式が行われた。3年連続の贈呈で2015年は赤富士、2016年は勝ち虫トンボのデザイン。心技体を表した3部作の完結編となる2017年は「技」をイメージした「三の矢鶴」と名付けられた。化粧まわしを見た嘉風は「鶴は験のいい鳥。頂いたからには、“ウィンウィン”以上の結果を出したい」と恩返しを誓った。4月から作成し始めた今作は、前回までの2部作と比べ軽量化。昨年は入っていた四股名はなくなり、シンプルな作りとなっている。デザインした同協会の原志津香代表は「流動的な鶴というよりは、微動だにしないずっしりとした鶴をイメージしました」と説明。鶴の中心にある3本の矢は、鋭い攻め手を表現。「立ち合いで50パーセントの勝負が決まるというのが相撲。そのために大切な立ち合いの一の矢。次々に二の矢、三の矢を打つというイメージで作成しました」と話した。元々は嘉風の夫人と同代表が知人だったことが製作のきっかけ。名古屋場所はもともと苦手としていたが、この化粧まわしを贈呈されるようになった2015年は12勝と大活躍。2016年も10勝を挙げ2年連続で三賞も受賞した。「この会自体を験担ぎにしているので。今年も結果を出したい。3年連続の三賞をめざしたい」と意気込んだ[70]。
- 2017年7月7日、名古屋市内で開かれた日体大出身力士の激励会に出席。激励会の最中、九州豪雨による大きな被害を気に掛けた。地元の知人とは連絡を取り合っており、幸いにも大きな被害はなかった。不安を抱える人がいる状況に「悪いニュースは気になるし心配。不安が和らぐような相撲を取りたい」と決意を口にした。日体大出身力士の名古屋での激励会は2017年で2回目。雷親方（元小結・垣添）から序ノ口力士までこの日は7人が参加。力士を代表してあいさつした嘉風が「いい相撲と取って今場所を盛り上げたい」とあいさつすると会場は大きな拍手に包まれた[71]。迎えた名古屋場所初日では横綱・日馬富士を破って殊勲インタビューに呼ばれ、ここでも故郷と被災地の窮状に思いを寄せるコメントを残した。
- 2017年9月の報道によると、網膜剥離で2度の手術を経験しており、左目の視力は0.02しかないという[72]。
- 2017年9月場所4日目の取組終了後の夜、親交の深い二子山（元大関・雅山）に対して「（相手に）当たるのに怖さがあるんです」と弱音を口にしたが、二子山は意を決して「そんな気持ちじゃ、お前は勝てないよ」と中途半端な覚悟で土俵に上がっていることを指摘。これに目が覚めたのか、この場所は8勝7敗と勝ち越して技能賞を手にした[73]。
- 2017年秋巡業中、神取忍からインタビューを受け、そこで場所中は午前中の稽古後と取組後にトレーナーに体を診てもらうこと、本場所の1番1番を「今日この日の1番で終わっても良い」という覚悟で取っていることを明かした[74]。
- 2017年10月27日朝、歌手の相川七瀬と島根県出雲市の出雲大社を初めて参拝した。御朱印集めから神社仏閣に興味を持った嘉風と、数多くの神社をめぐって書籍も出すなど「ハマり過ぎ芸能人」として知られる相川は、知人を介して知り合った。秋巡業で松江市に滞在したこの日、相川の助言もあって早朝に出雲大社を初訪問。その際相川に「私も行こうかな」と言われて一緒に訪れた。相川の書籍「太陽と月の結び」と、相川デザインの御朱印帳を持つ嘉風は「いろいろと案内していただきました」と感謝した。ただ、34歳で昇進した鏡岩超えの「最年長大関を狙う」と宣言する嘉風は「特別な願い事はしていません」。以前、三重県の伊勢神宮を参拝した際に「お礼を言うところ」と聞いてから、神様の前では感謝だけ。「ここまで長く力士をできているお礼しかないです」と語った[1]。
- 2018年の『FLASH 』のロングインタビューでは「昔の自分より今の自分の方が強いので過去に戻りたいと思ったことは一度も無い」と力強く言い切っていた。また同インタビューで、黒星への恐怖や白星の喜びとも無縁で、如何に全力を出し切るかが自身にとっては重要であるとも話していた[75]。

### 引退・引退後
- 2019年9月16日の引退会見中、引退のきっかけとなった右膝の負傷について明かした。地元への愛情が強いため、このことを明かすかを悩んだという。PRを引き受けたことは後悔しておらず、「誰かを責めているわけではありませんし、誰も憎んでいません。市長からはできる限りのことはすると言ってもらった」と述べている。補償問題などについて佐伯市側と弁護士を通じて話し合っており、和解を望んでいた[76]。
- 日本相撲協会に提出した診断書は「右膝前十字靱帯（じんたい）損傷、右膝後十字靱帯損傷、右膝後外側支持機構損傷、右腓骨（ひこつ）神経まひ」となっており、引退会見には右足に装具をつけて臨んだ。足首にもまひが残り、今後も手術を受ける可能性があるという[77]。
- 佐伯市の田中利明市長は市相撲連盟の副会長・会長を歴任しており、「長年にわたって相撲界で活躍し、市へも多大なる貢献をいただいた。本来、錦を飾るべき市内での合宿期間中に痛ましい事故に遭われ、力士人生を終わらせるに至ったことは痛恨の極みであり、誠に遺憾に思う」とコメントを出している[78]。
- 2020年10月19日、13代中村が佐伯市などを相手どり、計約4億8千万円の損害賠償を求める訴訟を東京地裁に起こしたことが報じられた。双方の弁護士が話し合いを続けていたが、佐伯市側が「合宿は市が誘致したが、キャニオニングは市のPRのためではない」と主張しており、訴訟に関しても争う姿勢を見せているという[79]。2024年8月5日、佐伯市議会は約1650万円の和解金を13代中村に支払う議案を賛成多数で可決した。議案によると、和解金はけがの治療費など総額5千万円で、市負担分以外の3350万円はツアー事業者が負担する[80]。

- 2020年11月6日、12年連れ添った妻と離婚調停中であることが報じられた。同年7月に関係が悪化し、13代中村が子どもを連れて自宅マンションを出て大分に一時帰郷した。その後も関係修復が出来ず、子どもが転校せずに済む近隣に別にマンションを借りて別居中だという[81]。同年6月に同居していた長女を蹴ったり髪を引っ張ったりしたとして、2021年3月22日、暴行の疑いで中村の妻が警視庁に逮捕された（暴行を受けていた長女が隠しカメラで自ら動画を撮影し、それを証拠として提出したことで発覚した）[82]。4月2日、東京区検察庁は暴行罪で13代中村の妻を略式起訴し、東京簡易裁判所は同日、罰金30万円の略式命令を出した[83]。なお、この妻は中村と離婚成立後もインスタグラムに自身の豪遊ぶりを載せるなど派手な生活を送っていたが、2023年7月21日、交際相手だった50歳男性と共に東京都中央区内のタワーマンションで変死体となって発見された（享年44。男性から猟銃で射殺された可能性が高いと見られている）[84]。
- 一部週刊誌系メディアの報道によると、13代中村は13代二所ノ関と最初手が合っていたが、13代中村が独立するころになると弟子指導を巡って関係が悪化したという[85]。
- 2025年夏場所6日目、結びの横綱豊昇龍と平幕玉鷲の一番の立ち合い直前、観客席から「ハッケヨイ」という野次に近い声が飛んだ。取組には直接影響はなかったが（豊昇龍が勝利）、この日NHKのラジオ解説を務めた中村は「最高潮の雰囲気になって館内が静まり返っている時にお客さんからの『ハッケヨイ』、これは力士に敬意がないですね。こういうのはやめてほしいですね」と発言。この発言はその後Xで拡散され、好角家に支持された。中村は翌日発言の真意について「協会が変なふうに思われなきゃいいなと思いました」としつつ、「でも、まぎれもなく本音です。配慮を欠く行為に、酔っ払っていたからとかは関係ない。大相撲への侮辱行為ですよ。それは間違っていないと思います。ぜひやめてほしいです」と語り、観客の観戦中のマナーについて苦言を呈した[86]。

## 合い口
（以下は最高位が横綱・大関の現役力士）
- 元大関・正代には3勝4敗。正代の大関在位中は対戦なし。
- 元大関・御嶽海には4勝4敗。御嶽海の大関在位中は対戦なし。
- 元大関・高安には10勝11敗とほぼ互角。高安の大関昇進後は2勝2敗。
- 元大関・朝乃山には2勝2敗。朝乃山の大関在位中は対戦なし。

（以下は最高位が横綱・大関の引退力士）
- 元横綱・朝青龍とは2009年1月場所で1度だけ対戦して黒星。
- 元横綱・白鵬には3勝15敗。直近の勝利は2018年1月場所で決まり手ははたき込み。前年11月場所に続き2場所連続で白鵬に勝利している。白鵬は貴景勝の兄弟子の貴ノ岩、翔天狼、荒鷲に1敗だが、嘉風は貴ノ岩と翔天狼に6勝2敗、荒鷲に3勝2敗と勝ち越している。
- 元横綱・日馬富士には9勝10敗。日馬富士の横綱昇進後は6勝8敗。2009年1月場所初日に自身初の大関戦として初顔合わせで対戦し、送り出しで勝利してこの場所が新大関の場所だった日馬富士は黒星発進となった。2014年7月場所で自身初金星を挙げて、当時の史上最高齢初金星記録を更新した。2014年9月場所は、反則勝ちのため金星とは認定されなかった。この白星で対戦成績は6勝2敗と対横綱戦でありながら4つも勝ち越していたが、その後は少しずつ差が縮み、最後の対戦となった2017年9月場所の黒星で逆転を許した。
- 元横綱・鶴竜には7勝11敗（うち不戦勝1）。鶴竜の大関在位中は対戦なし。鶴竜の横綱昇進後は6勝7敗（うち不戦勝1）。直近の自力勝利は2017年5月場所で、決まり手は押し出し。2017年7月場所で不戦勝を獲得。
- 元横綱・稀勢の里には6勝15敗。稀勢の里の大関在位中は3勝8敗。稀勢の里の横綱昇進後は2勝1敗。2018年1月場所で金星を獲得した。
- 元横綱・照ノ富士には5勝7敗。
- 元大関・千代大海とは2009年1月場所で1度だけ対戦して黒星。
- 元大関・出島とは出島の大関陥落後に対戦して1勝4敗。2009年7月場所5日目の対戦は出島にとって生涯最後の白星である。
- 元大関・雅山とは雅山の大関陥落後に対戦して6勝5敗。2011年11月場所まで1勝5敗と負け越していたが、2024年5月場所から最後の対戦となる翌年1月場所にかけて5連勝している。
- 元大関・魁皇には1勝2敗。魁皇に当時史上最多タイとなる通算1045勝目がかかっていた2011年7月場所初日に、送り出しで勝利した取組が最後の対戦となった。
- 元大関・琴欧洲には2勝5敗。2012年3月場所に引き落としで勝った取組が最後の対戦となった。
- 元大関・琴光喜には1勝1敗だが、この1勝は2010年1月場所での不戦勝であり、自力勝利は無い。
- 元大関・把瑠都には1勝6敗。把瑠都の大関昇進後は1勝4敗。2011年9月場所に、寄り切りで唯一の白星を挙げた。
- 元大関・琴奨菊には7勝25敗。琴奨菊の大関在位中は2勝10敗。
- 元大関・豪栄道には12勝13敗とほぼ互角。豪栄道の大関昇進後は7勝8敗。豪栄道の兄弟子で元小結・岩木山には2勝7敗と負け越している。
- 元大関・栃ノ心には10勝15敗。栃ノ心の大関昇進後は1勝。直近の勝利は2018年11月場所で、決まり手は掬い投げ。
- 元大関・貴景勝には2勝4敗。貴景勝の大関在位中は対戦なし。

## 略歴
- 2004年（平成16年）3月 - 日本体育大学卒業
- 2004年（平成16年）1月場所 - 初土俵
- 2004年（平成16年）3月場所 - 序ノ口優勝
- 2004年（平成16年）9月場所 - 三段目優勝
- 2005年（平成17年）7月場所 - 新十両
  - 前相撲から所要9場所での十両昇進は史上5位タイ
- 2006年（平成18年）1月場所 - 新入幕
  - 前相撲から所要12場所での新入幕は11場所の琴欧州（2004年9月場所、のちの琴欧洲）に次ぐ2位タイ。現在では9場所の常幸龍（2012年11月場所）、10場所の大砂嵐（2013年11月場所）、11場所の琴欧洲、阿覧（2008年11月場所）に次ぐ史上5位タイ
- 2008年（平成20年）11月場所 - 11勝4敗の好成績で敢闘賞を受賞
- 2009年（平成21年）11月場所 - 初日から7連勝して9日目に勝ち越しを決め、10勝5敗と2桁勝利
- 2010年（平成22年）9月場所 - 11勝4敗の好成績で敢闘賞を受賞（2回目）
- 2014年（平成26年）3月場所 - 10勝5敗の好成績で敢闘賞を受賞（3回目）
- 2014年（平成26年）5月場所 - 新小結
- 2014年（平成26年）7月場所 - 日馬富士から初金星を獲得
- 2014年（平成26年）9月場所 - 鶴竜から金星を獲得
- 2015年（平成27年）7月場所 - 12勝3敗の好成績で敢闘賞を受賞（4回目）
- 2015年（平成27年）9月場所 - 白鵬と鶴竜から金星を獲得、殊勲賞と技能賞（いずれも初めて）を受賞
- 2015年（平成27年）11月場所 - 小結復帰。技能賞を受賞（2回目）
- 2016年（平成28年）1月場所 - 新関脇。千秋楽に勝ち越し
- 2016年（平成28年）7月場所 - 日馬富士から金星を獲得、殊勲賞を受賞（2回目）
- 2017年（平成29年）3月場所 - 鶴竜から金星を獲得
- 2019年（令和元年）9月場所 - 引退。年寄「中村」襲名

## 主な成績

### 通算成績
- 通算成績：649勝642敗30休（94場所）
- 通算勝率：.503
- 幕内戦歴：561勝600敗24休
- 幕内勝率：.483
- 十両成績：44勝30敗6休
- 幕内在位：79場所
- 十両在位：6場所
- 三役在位：8場所（関脇4場所、小結4場所）

### 各段優勝
- 三段目優勝：1回（2004年9月場所）
- 序ノ口優勝：1回（2004年3月場所）

### 三賞：金星
- 三賞：10回
  - 殊勲賞：2回（2015年9月場所、2016年7月場所）
  - 敢闘賞：4回（2008年11月場所、2010年9月場所、2014年3月場所、2015年7月場所）
  - 技能賞：4回（2015年9月場所、2015年11月場所、2017年5月場所、2017年9月場所）
- 金星：8個（白鵬：2個、日馬富士：2個、鶴竜：3個、稀勢の里：1個）

### 場所別成績
| | 一月場所 初場所（東京） | 三月場所 春場所（大阪） | 五月場所 夏場所（東京） | 七月場所 名古屋場所（愛知） | 九月場所 秋場所（東京） | 十一月場所 九州場所（福岡） |
| --- | ----------------------- | ----------------------- | ----------------------- | --------------------------- | ----------------------- | --------------------------- |
| 2004年 （平成16年） | （前相撲）              | 西序ノ口27枚目 優勝 7–0 | 東序二段23枚目 6–1      | 西三段目60枚目 6–1          | 東三段目6枚目 優勝 7–0  | 西幕下11枚目 3–4            |
| 2005年 （平成17年） | 西幕下16枚目 6–1        | 西幕下5枚目 4–3         | 東幕下3枚目 5–2         | 西十両13枚目 10–4–1         | 西十両7枚目 8–7         | 西十両5枚目 10–5            |
| 2006年 （平成18年） | 西前頭13枚目 5–10       | 西前頭16枚目 8–7        | 西前頭14枚目 9–6        | 東前頭9枚目 6–9             | 東前頭12枚目 5–10       | 東十両筆頭 8–7              |
| 2007年 （平成19年） | 西前頭13枚目 8–7        | 西前頭12枚目 5–10       | 東十両筆頭 8–7          | 東前頭13枚目 6–9            | 西前頭15枚目 10–5       | 西前頭10枚目 4–11           |
| 2008年 （平成20年） | 西前頭15枚目 8–7        | 西前頭12枚目 6–9        | 西前頭14枚目 7–8        | 東前頭15枚目 8–7            | 東前頭11枚目 7–8        | 東前頭12枚目 11–4 敢        |
| 2009年 （平成21年） | 西前頭2枚目 6–9         | 西前頭4枚目 7–8         | 西前頭5枚目 4–11        | 西前頭12枚目 6–9            | 東前頭15枚目 9–6        | 東前頭9枚目 10–5            |
| 2010年 （平成22年） | 東前頭5枚目 6–9         | 西前頭9枚目 5–10        | 東前頭13枚目 9–6        | 西前頭8枚目 5–10            | 西前頭11枚目 11–4 敢    | 東前頭5枚目 8–7             |
| 2011年 （平成23年） | 西前頭2枚目 4–11        | 八百長問題 により中止   | 西前頭7枚目 9–6         | 西前頭筆頭 7–8              | 西前頭2枚目 6–9         | 西前頭5枚目 7–8             |
| 2012年 （平成24年） | 東前頭6枚目 9–6         | 西前頭2枚目 3–10–2      | 西前頭9枚目 8–7         | 東前頭8枚目 7–8             | 東前頭10枚目 7–8        | 西前頭10枚目 8–7            |
| 2013年 （平成25年） | 東前頭8枚目 7–8         | 東前頭9枚目 9–6         | 東前頭6枚目 7–8         | 西前頭7枚目 7–8             | 西前頭8枚目 6–5–4       | 東前頭13枚目 8–7            |
| 2014年 （平成26年） | 西前頭11枚目 10–5       | 東前頭4枚目 10–5 敢     | 東小結 6–9              | 西前頭2枚目 7–8 ★           | 西前頭3枚目 7–8 ★       | 西前頭4枚目 4–8–3           |
| 2015年 （平成27年） | 西前頭11枚目 8–7        | 東前頭9枚目 5–10        | 東前頭14枚目 10–5       | 東前頭8枚目 12–3 敢         | 西前頭筆頭 11–4 殊技★   | 西小結 8–7 技               |
| 2016年 （平成28年） | 西関脇 8–7              | 東関脇 4–11             | 東前頭4枚目 7–8         | 西前頭5枚目 10–5 殊★        | 西前頭筆頭 7–8          | 西前頭2枚目 6–9             |
| 2017年 （平成29年） | 西前頭5枚目 8–7         | 東前頭4枚目 8–7 ★       | 西小結 8–7 技           | 東小結 9–6                  | 西関脇 8–7 技           | 西関脇 6–9                  |
| 2018年 （平成30年） | 東前頭2枚目 4–11 ★      | 西前頭7枚目 7–8         | 東前頭8枚目 8–7         | 西前頭5枚目 2–13            | 西前頭15枚目 11–4       | 西前頭4枚目 7–8             |
| 2019年 （平成31年 /令和元年） | 西前頭5枚目 3–12        | 西前頭12枚目 10–5       | 西前頭6枚目 4–11        | 東前頭11枚目 休場 0–0–15    | 西十両7枚目 引退 0–0–5  | x                           |
| 各欄の数字は、「勝ち-負け-休場」を示す。 優勝 引退 休場 十両 幕下 三賞：敢=敢闘賞、殊=殊勲賞、技=技能賞 その他：★=金星 番付階級：幕内 - 十両 - 幕下 - 三段目 - 序二段 - 序ノ口 幕内序列：横綱 - 大関 - 関脇 - 小結 - 前頭（「#数字」は各位内の序列） |                         |                         |                         |                             |                         |                             |

### 幕内対戦成績
| 力士名   | 勝数 | 負数  | 力士名   | 勝数 | 負数 | 力士名     | 勝数 | 負数 | 力士名   | 勝数  | 負数  |
| -------- | ---- | ----- | -------- | ---- | ---- | ---------- | ---- | ---- | -------- | ----- | ----- |
| 碧山     | 12   | 11    | 朝青龍   | 0    | 1    | 朝赤龍     | 11   | 4    | 朝乃山   | 2     | 2     |
| 旭日松   | 1    | 2     | 安壮富士 | 1    | 0    | 阿炎       | 2    | 2    | 安美錦   | 4     | 11    |
| 阿夢露   | 1    | 1     | 荒鷲     | 3    | 2    | 阿覧       | 8    | 7    | 勢       | 8     | 8     |
| 石浦     | 2    | 0     | 逸ノ城   | 3    | 6    | 市原       | 0    | 1    | 岩木山   | 2     | 7     |
| 潮丸     | 2    | 1     | 遠藤     | 5    | 8    | 皇司       | 4    | 0    | 阿武咲   | 3(1)  | 4     |
| 隠岐の海 | 6    | 14    | 大岩戸   | 1    | 0    | 大砂嵐     | 1    | 8    | 魁皇     | 1     | 2     |
| 魁聖     | 4    | 13    | 海鵬     | 2    | 2    | 臥牙丸     | 8    | 5    | 鏡桜     | 2     | 0     |
| 輝       | 2    | 5     | 垣添     | 5    | 11   | 鶴竜       | 7(1) | 11   | 春日王   | 8     | 4     |
| 春日錦   | 2    | 5     | 片山     | 1    | 1    | 稀勢の里   | 6    | 15   | 北桜     | 4     | 3     |
| 北太樹   | 4    | 9     | 木村山   | 6    | 3    | 旭鷲山     | 2    | 1    | 旭秀鵬   | 6     | 1     |
| 旭大星   | 0    | 2     | 旭天鵬   | 9    | 9    | 豪栄道     | 12   | 13   | 光龍     | 3     | 1     |
| 琴恵光   | 1    | 0     | 琴欧洲   | 2    | 5    | 琴春日     | 2    | 1    | 琴奨菊   | 7     | 25    |
| 琴光喜   | 1(1) | 1     | 琴勇輝   | 4    | 6    | 黒海       | 10   | 7    | 境澤     | 0     | 1     |
| 磋牙司   | 2    | 0     | 佐田の海 | 3    | 2    | 佐田の富士 | 6    | 3    | 里山     | 2     | 0     |
| 志摩ノ海 | 0    | 1     | 霜鳳     | 5(1) | 5    | 十文字     | 2    | 2    | 駿傑     | 1     | 0     |
| 常幸龍   | 4    | 5     | 松鳳山   | 11   | 5    | 正代       | 3    | 4    | 翔天狼   | 6     | 2     |
| 青狼     | 1    | 0     | 蒼国来   | 3    | 0    | 双大竜     | 1    | 0    | 大奄美   | 2     | 0     |
| 大栄翔   | 0    | 4     | 大翔鵬   | 1    | 0    | 大翔丸     | 3    | 2    | 大道     | 2     | 4     |
| 貴景勝   | 2    | 4     | 貴ノ岩   | 6    | 2    | 隆の勝     | 0    | 1    | 隆の山   | 1     | 2     |
| 高見盛   | 8    | 4     | 髙安     | 10   | 11   | 宝富士     | 8    | 8    | 玉飛鳥   | 3     | 1     |
| 玉春日   | 4    | 6     | 玉乃島   | 7    | 6    | 玉鷲       | 12   | 10   | 千代鳳   | 5     | 2     |
| 千代翔馬 | 6    | 2     | 千代大海 | 0    | 1    | 千代大龍   | 7(1) | 8    | 千代の国 | 8(1)  | 3     |
| 千代白鵬 | 1    | 3     | 千代丸   | 4    | 3    | 出島       | 1    | 4    | 照強     | 1     | 0     |
| 照ノ富士 | 5    | 7     | 天鎧鵬   | 3    | 1    | 時津海     | 2    | 2    | 時天空   | 8     | 6     |
| 德勝龍   | 3    | 3     | 德瀬川   | 3    | 1    | 土佐ノ海   | 9    | 5    | 土佐豊   | 2     | 3     |
| 栃煌山   | 18   | 15(1) | 栃栄     | 0    | 1    | 栃ノ心     | 10   | 15   | 栃乃洋   | 5     | 7     |
| 栃乃花   | 3    | 2     | 栃乃若   | 5    | 4    | 豊桜       | 2    | 1    | 豊ノ島   | 10(1) | 15(1) |
| 豊響     | 8    | 11(1) | 錦木     | 3    | 0    | 白馬       | 2    | 0    | 白鵬     | 3     | 15    |
| 白露山   | 3    | 4     | 把瑠都   | 1    | 6    | 日馬富士   | 9    | 10   | 富士東   | 5     | 4     |
| 武州山   | 4    | 1     | 普天王   | 4    | 9    | 武雄山     | 2    | 1    | 寶智山   | 2     | 0     |
| 豊真将   | 4    | 9     | 北勝力   | 6    | 5    | 北勝富士   | 4    | 6    | 誉富士   | 1     | 3     |
| 将司     | 3    | 1     | 舛ノ山   | 3    | 2    | 御嶽海     | 4    | 4    | 雅山     | 6     | 5     |
| 妙義龍   | 7    | 3     | 明生     | 3    | 1    | 猛虎浪     | 2    | 4    | 山本山   | 2     | 0     |
| 豊山     | 1    | 0     | 芳東     | 0    | 1    | 龍皇       | 0    | 2    | 竜電     | 2     | 5     |
| 琉鵬     | 1    | 0     | 露鵬     | 1    | 2    | 若荒雄     | 4    | 3    | 若の里   | 12    | 8     |
| 若ノ鵬   | 1    | 0     |          |      |      |            |      |      |          |       |       |

## 改名歴

### 力士
- 大西 雅継（おおにし まさつぐ）2004年1月場所 - 2005年5月場所
- 嘉風 雅継（よしかぜ - ）2005年7月場所 - 2019年9月場所

### 年寄
- 中村 雅継（なかむら まさつぐ） 2019年9月12日 -

## ギャラリー

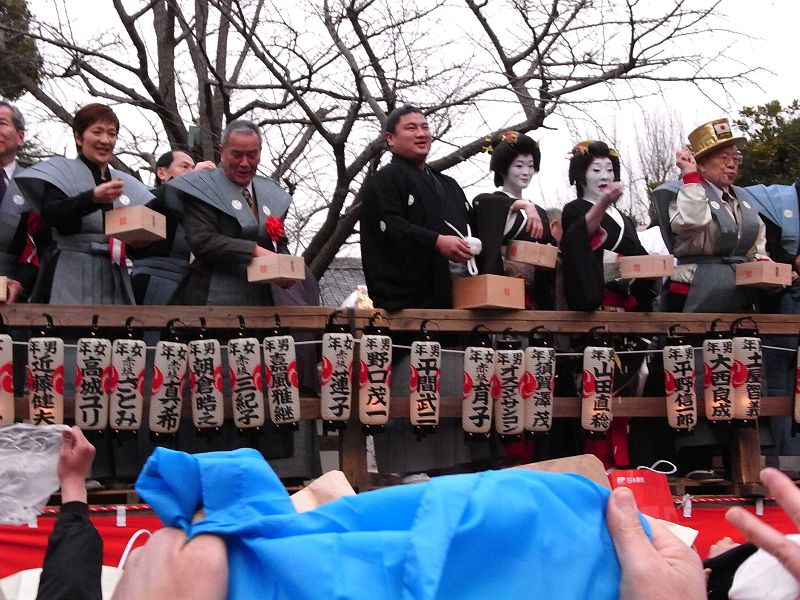
富岡八幡宮 節分祭での嘉風関（2009年2月3日撮影）
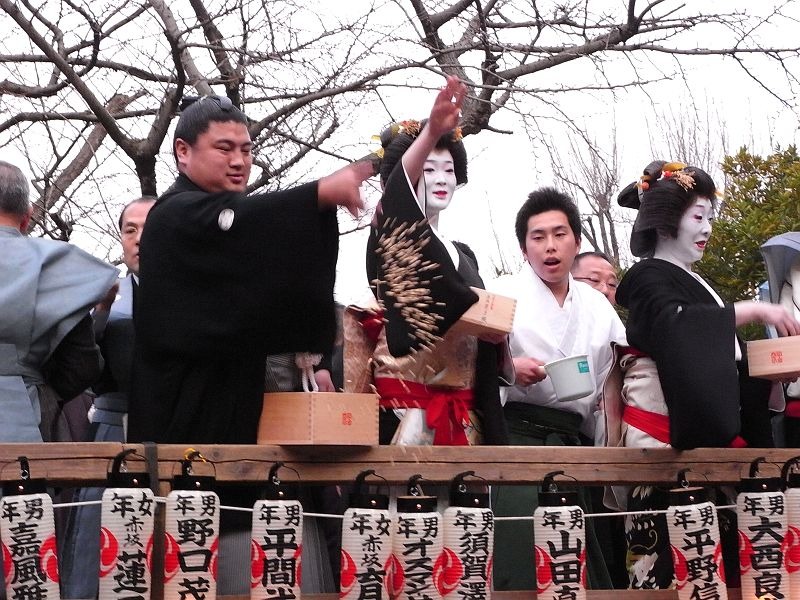
富岡八幡宮 節分祭での嘉風関（2009年2月3日撮影）